# 松永通温
松永 通温（まつなが みちはる、1927年6月10日 - 2025年4月2日）は日本の作曲家。
大阪府出身。大阪学芸大学で山縣茂太郎とクラウス・プリングスハイムらに学んだあと個人的に入野義朗に師事。ISCMの1978年にはヘルシンキ国際音楽祭で7人の打楽器奏者のための「サウンド・ファースト」が入選・演奏される。その他の代表作としては「葦と枝と風と・・・」や「カウンターパフォーマンスII」などがある。大阪府立池島高等学校（大阪府立みどり清朋高等学校の前身校の一つ）の校歌も作曲している。 2025年4月2日に97歳で逝去。

## 主な作品
- 松永通温作品集（フォンテック、1995年3月25日）